# Patersonia umbrosa
Patersonia umbrosa är en irisväxtart som beskrevs av Stephan Ladislaus Endlicher. Patersonia umbrosa ingår i släktet Patersonia och familjen irisväxter.

## Underarter
Arten delas in i följande underarter:
- P. u. umbrosa
- P. u. xanthina